# 鄭炳元
鄭炳元（： Chung Byung-won、1963年8月6日—），韓國外交官，2023年起就任韓國外交部助理次長，同年亦曾任第27代韓國駐瑞典大使，2021年至2023年間擔任第12任駐台北韓國代表部代表，先前歷任駐溫哥華總領事、外交部東北亞局局長及審議官、駐德國大使館公使銜參事及外交部日本課長，亦曾於總統秘書室及外交部前身機構——外務部與外交通商部內擔當官職。鄭氏是韓國外交部代表性的日本通，於東北亞局任職期間，曾為2015年韓日慰安婦協議的相關後續處置負責人。

## 簡歷
- 1990年4月：通過第24屆外務考試，入職外務部[1]
- 1995年5月：駐日本大使館二等秘書[1]
- 1997年6月：駐斐濟大使館（朝鲜语：주피지 대한민국 대사관）一等秘書[1]
- 2002年1月：駐荷蘭大使館（朝鲜语：주네덜란드 대한민국 대사관）一等秘書[1]
- 2003年12月：駐日本大使館一等秘書[1]
- 2006年8月：借調總統秘書室[1]
- 2007年8月：外交通商部國際協約課長[1]
- 2009年1月：外交通商部日本課長[1]
- 2009年12月：駐印尼大使館（朝鲜语：주네덜란드 대한민국 대사관）參事[1]
- 2011年12月：駐德國大使館公使銜參事[1]
- 2014年3月：外交部東北亞局審議官[1]
- 2016年3月：外交部東北亞局長[1]
- 2017年12月：國立外交院（朝鲜语：국립외교원）教授[1][5]
- 2018年：駐溫哥華總領事[5][6]
- 2021年12月：駐台北代表部代表[1]
- 2023年2月：駐瑞典大使[1][3]
- 2023年8月：外交部助理次長